# Barrancabermeja
Barrancabermeja és un districte colombià situat a la vora del riu Magdalena, a la part occidental del departament de Santander. És seu de la refineria de petroli més gran del país i és la capital de la província de Yariguíes. Dista 114 km de Bucaramanga cap a l'est i és la ciutat més gran a la regió del Magdalena Medio.
Limita al nord amb el municipi de Puerto Wilches, al sud amb els municipis de Puerto Parra, Simacota i San Vicente de Chucurí, a l'est amb el municipi de Sant Vicente de Chucurí i Girón, i a l'oest amb el riu Magdalena i el municipi de Yondó, al departament d'Antioquia.

## Economia

### Petroquímica
L'activitat petroquímica a la ciutat és de gran importància al país, a causa de ser la seu de la refineria de petroli més gran de Colòmbia que pertany a l'empresa estatal Ecopetrol .
En aquest gran complex industrial, es refinen aproximadament 252.000 barrils al dia, convertint Barrancabermeja en un municipi amb una de les millors economies de país.

### Logística i transport
Al disposar d'una artèria fluvial de summa rellevància nacional com ho és el riu Magdalena, la ciutat compta amb una terminal portuària multimodal Impala la qual ha diversificat l'economia i d'on es transporta càrrega seca i líquida cap a diferents àrees del país i del món.